# Бузани
Бузани́ (рос. Бузаны) — присілок у складі Армізонського району Тюменської області, Росія.
Населення — 48 осіб (2010, 52 у 2002).
Національний склад станом на 2002 рік:
- росіяни — 94 %